# زالية
الزالية (باللاتينية: Zaleya) جنس نباتي ينتمي إلى الفصيلة الديمومية. يضم أربعة أنواع مقبولة وأربعة أخرى غير محسومة بعد.

## من أنواعهاالواطنةفيالوطن العربي
- الزالية خماسية الأسدية (باللاتينية: Zaleya pentandra) في بلاد الشام